# Ali Bunsch
Ali Bunsch, właśc. Alojzy Józef Bunsch (ur. 17 lutego 1925 w Bielsku, zm. 16 lutego 1985 w Gdańsku) – polski scenograf, reżyser i dyrektor teatrów. Jego twórczość scenograficzna związana była głównie z teatrem lalek wywierając znaczący wpływ na powojenny kształt polskiej scenografii lalkowej. Współpracował również z teatrami dramatycznymi, głównie z Teatrem Wybrzeże w Gdańsku i Teatrem Dramatycznym w Warszawie. Syn malarza Adama Bunscha, starszy brat grafika Franciszka Bunscha.

## Życiorys
Uczęszczał do szkoły średniej w Bielsku, następnie podczas okupacji niemieckiej kontynuował przerwaną przez wybuch II wojny światowej edukację w Kunstgewerbeschule w Krakowie (Szkole Rzemiosła Artystycznego, jedynej wówczas szkole zawodowej o profilu humanistycznym realizującej nieoficjalnie, w ograniczonym zakresie program ASP i zlikwidowanej na początku roku 1943). Współpracował z podziemnym Teatrem Niezależnym Tadeusza Kantora, brał udział w przedstawieniach Balladyny (1943) i Powrotu Odysa (1944).
Po wojnie, w latach 1945–1949 studiował w Akademii Sztuk Pięknych w Krakowie malarstwo pod kierunkiem Eugeniusza Eibischa i scenografię u Karola Frycza; dyplom ukończenia studiów scenograficznych otrzymał w roku 1952. Uczył się również w pracowni Andrzeja Pronaszki w Studiu przy Teatrze Starym w Krakowie.
Pierwsze scenografie zaprojektował wraz z A. Cybulskim do przedstawień warsztatowych Studia przy Starym Teatrze: Beksy w reż. M. Billiżanki (1945), na scenie Teatru Wesoła Gromadka oraz do Niespodzianki (1945), na scenie Starego Teatru. W czasie studiów zaczął też współpracę z Teatrem Lalek Groteska, gdzie projektował dekoracje m.in. do: Szewczyka Dratewki (1945, z M. Borowiejską), Kolorowych piosenek (1946, z A. Cybulskim), Cudownej lampy Aladyna (1948). W latach 1948–1951 razem z reżyserem H. Rylem pracował w Teatrze Lalek Arlekin w Łodzi, od roku 1949 był tam kierownikiem plastycznym; projektował dekoracje i lalki, m.in. do Wesołej maskarady, Samby i lwa.

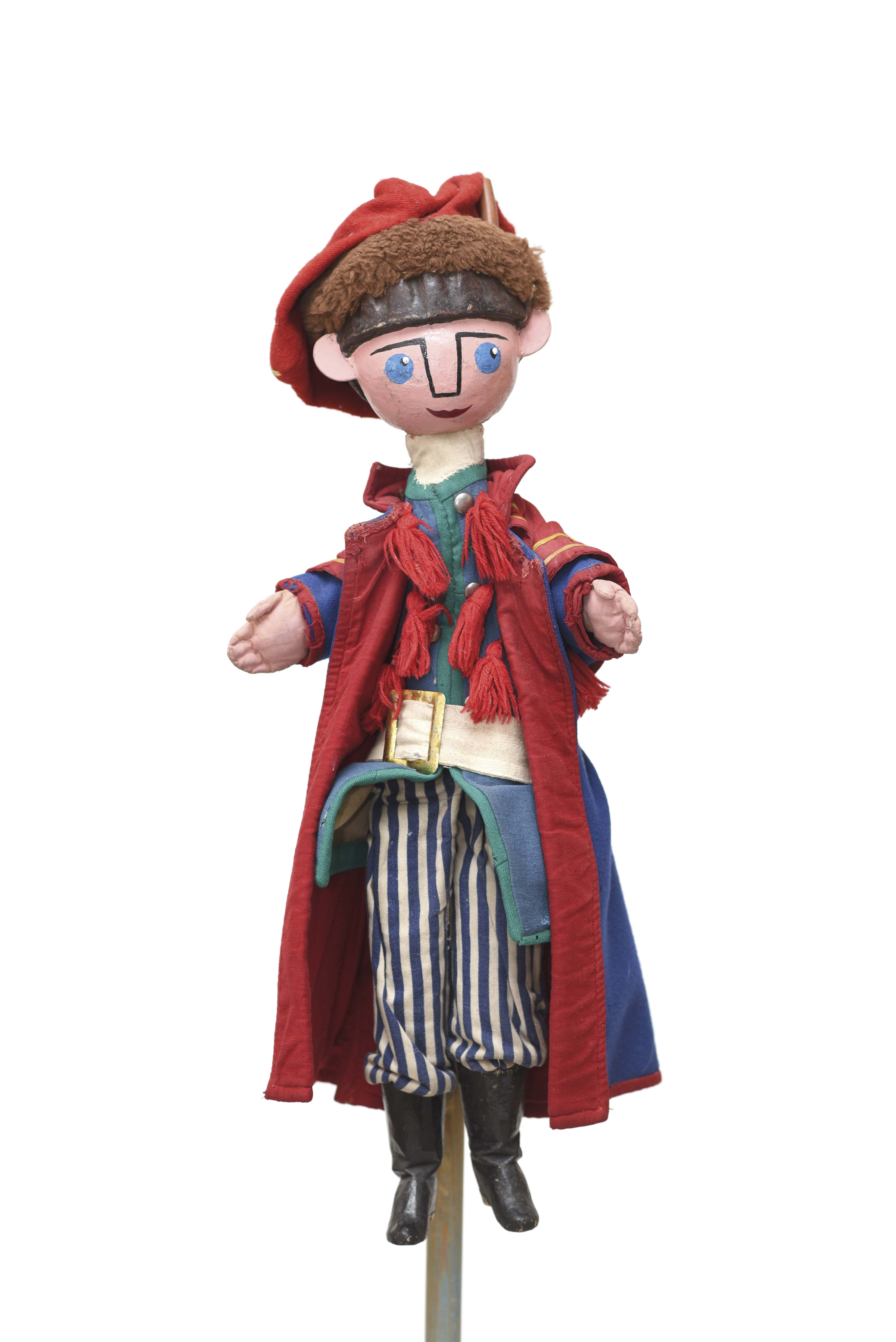
Ali Bunsch, lalka ze spektaklu Bo w Mazurze taka dusza, 1962

W 1952 r. został kierownikiem artystycznym Teatru Lalek (od roku 1957 pod nazwą Teatr Miniatura) w Gdańsku. Od roku 1956 do 1961 był dyrektorem tej sceny, później współpracował z nią jako scenograf do 1968 r. We współpracy z reżyserką N. Gołębską stworzył ważne artystycznie widowiska lalkowe, takie jak: Dumna legenda (1954), Żart olszowiecki (1956), Pastorałka (1957), Piękna Parysada (1958), Biwak z przyśpiewkami (1958), Flisak i Przydróżka (1960, przedstawienie nagrodzone na II Ogólnopolskim Festiwalu T. Lalkowych w Warszawie i Międzynarodowym Festiwalu T. Lalek w Bukareszcie), Bo w Mazurze taka dusza (1962, Laska Mistrzowska na III Festiwalu T. Lalkowych Polski Północnej w Toruniu), Piast i Popiel (1963, Laska Mistrzowska na IV Festiwalu T. Lalkowych Polski Północnej w Toruniu). Międzynarodowe powodzenie zdobyło przedstawienie Bo w Mazurze taka dusza, pokazywane m.in. na Festiwalach T. Lalek w Brunszwiku (1970), w Bejrucie (1970) oraz w Finlandii i Niemczech. Wystawiona w 1957 r. Pastorałka rozpoczęła stosowanie motywu szopki krakowskiej, pojawiającego się w wielu jego późniejszych scenografiach. Podczas jego dyrekcji Teatr Miniatura wypracował wyraziste oblicze artystyczne łącząc folklor i tradycję narodową z językiem nowoczesnej plastyki.
W latach 1954–1958 był jednocześnie kierownikiem plastycznym Teatru Lalki i Aktora Baj w Warszawie opracowując scenografię m.in. do Aszar-Kari (Cudowny skarb) oraz Trzech braci Czing. W roku 1968 zaprojektował dekoracje do odnoszącego sukcesy Pana Twardowskiego w reżyserii M. Snarskiej w Teatrze Lalek Guliwer w Warszawie, z którym związał się na stałe projektując scenografie do ponad dwudziestu spektakli, m.in. Tajemnicza szuflada (1969), Trzej muszkieterowie (1971), Słowo o wyprawie Igora (1973, nagroda na Ogólnopolskim Przeglądzie Sztuk Ros. i Radz. w T. Lalek w Łodzi w 1977), Rozbójnicy z Kardamonu (1975), Porwanie w Tiutiurlistanie (1977), Złote jabłko i dziewięć pawi (1981), Baśń o pięknej Parysadzie (1984). Przez wiele lat pracował także w Teatrze Lalki Tęcza w Słupsku, a od sezonu 1972/73 do końca życia był jego stałym scenografem, kontynuując estetykę wykreowaną w gdańskiej Miniaturze. We współpracy z Z. Miklińską, dyrektorką teatru i reżyserką, stworzył takie przedstawienia, jak: Od Polski śpiewanie (1970, Grand Prix na VII Międzynarodowym Festiwalu T. Lalek w Zagrzebiu), Kaszubi pod Wiedniem (1972), Panienka z okienka (1977, wyróżnienie za scenografię na VIII Ogólnopolskim Festiwalu T. Lalek w Opolu), Bajka o żołnierzu i śmierci (1977), Po kolędzie (1981), Zima, zima (1984).
Współpracował także z wieloma teatrami lalek w całej Polsce, m.in. w Lublinie, Wrocławiu, Wałbrzychu, Szczecinie, Olsztynie, Białymstoku, Toruniu i Łodzi.
Równocześnie projektował scenografie i kostiumy dla teatrów dramatycznych. Najdłużej związany był z Teatrem Wybrzeże w Gdańsku, gdzie w latach 1958–1977 był stałym scenografem, a w sezonie 1962/63 pełnił funkcję dyrektora artystycznego. Najważniejsze jego prace przypadły na okres dyrekcji Zygmunta Hübnera. Dla Teatru Wybrzeże przygotował scenografie do takich przedstawień, jak m.in.: Ptak (1956), Zbrodnia i kara (1958), Kajus Cezar Kaligula (1959), Opera za trzy grosze i Wesele (1960), jednoaktówki Mrożka: Karol, Strip-tease, Na pełnym morzu (1961), Sen srebrny Salomei (1962), Cud mniemany, czyli Krakowiacy i Górale (1964), Zawisza Czarny i Tango (1965), Noc listopadowa (1967), Ryszard III (wspólnie z J. Pożakowską), Dwa teatry (1968), Zemsta (1970), Janosik, czyli na szkle malowane (1971), Thermidor, Gra miłości i przypadku, oraz Nasze miasto (1972), Lato (1973), Śluby panieńskie (1974), Kondukt (1975).
Uznanie krytyki przyniosły mu także kostiumy projektowane dla Teatru Dramatycznego w Warszawie głównie do przedstawień w reżyserii Ludwika René, gdzie współpracował ze scenografem Janem Kosińskim. Powstały wówczas jego kostiumy do m.in. Romulusa Wielkiego (1966), Anabaptystów (1967), Kronik królewskich (1968) oraz Życia snem (1969), jak również scenografia i kostiumy do Marchołta grubego, a sprośnego (1970).
Projektował dekoracje i kostiumy w wielu innych teatrach dramatycznych, w tym przede wszystkim dla: Teatru Śląskiego w Katowicach, Teatru im. W. Horzycy w Toruniu, Teatru na Targówku w Warszawie, Teatru Zagłębia w Sosnowcu i Teatru Współczesnego we Wrocławiu.
W latach 1975–1980 był związany z Teatrem Muzycznym w Gdyni za dyrekcji Danuty Baduszkowej realizując tam scenografie do m.in.: Szwejka (1977), Chłopca z gwiazd (1979) i Nowego Don Kichota, czyli stu szaleństw (1979).
Zajmował się również malarstwem, grafiką i ilustracją książkową.

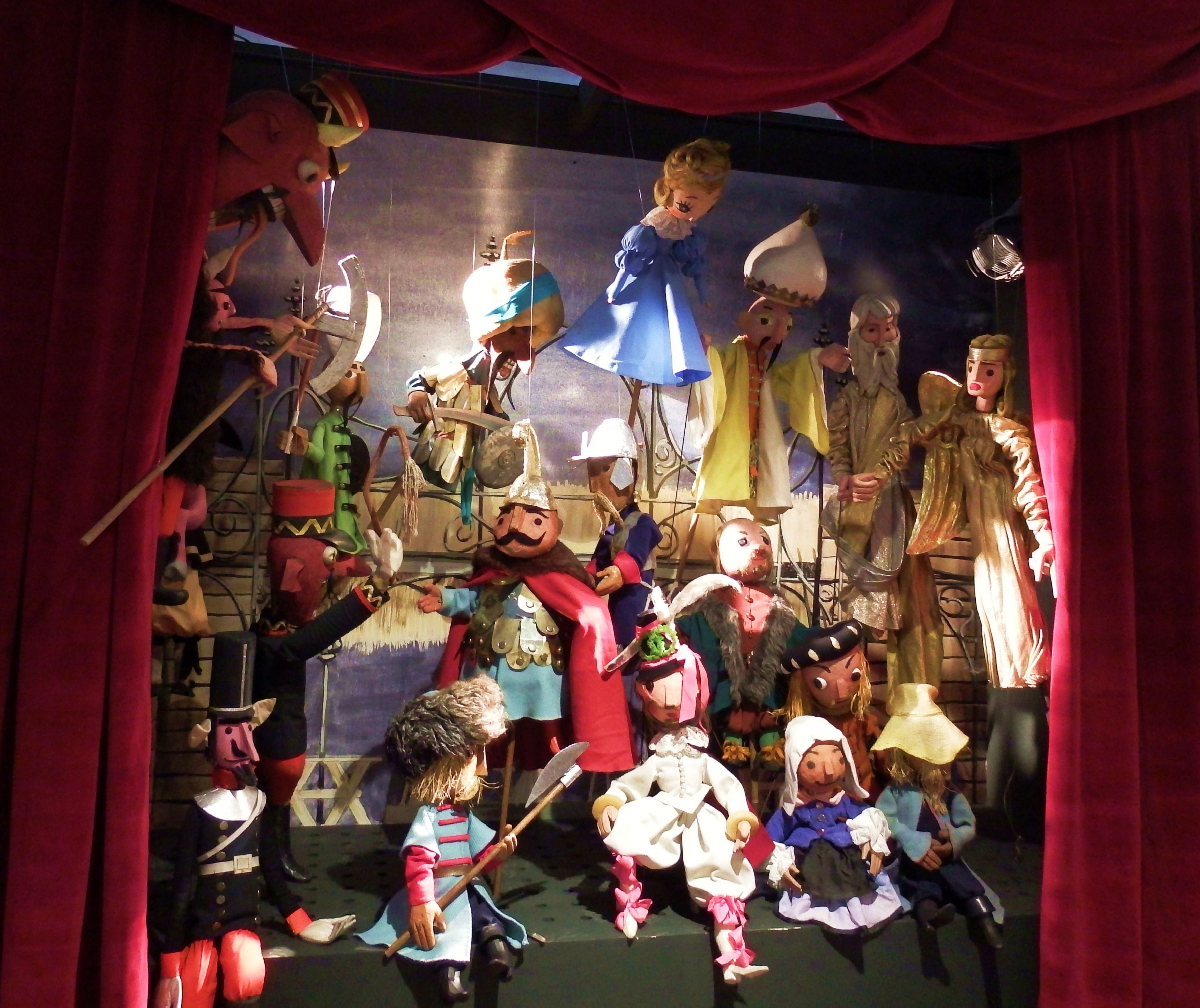
Lalki Alego Bunscha na wystawie Sygnowano: Bunsch, Szczecin 2016

W zarysach dziejów XX-wiecznego teatru lalek w Polsce jest podkreślana oryginalna forma projektowanych przez niego lalek o prostym geometrycznym kształcie, ubranych w barwne kostiumy, a także dynamiczny inscenizacyjnie styl scenografii twórczo nawiązujący do narodowej tradycji. Opracował scenografie do ponad trzystu spektakli, z czego ponad połowę w teatrach lalek, ok. stu w dramatycznych i ponad dwadzieścia w teatrach muzycznych i estradowych.
Zmarł nagle wskutek wylewu w przeddzień ukończenia 60 lat, podczas przygotowań do premiery spektaklu Lodoiska (1985) w Teatrze Wybrzeże w Gdańsku. Został pochowany na Cmentarzu Salwatorskim w Krakowie.
Oprócz innych nagród otrzymał dwukrotnie Nagrodę Prezesa Rady Ministrów za twórczość artystyczną dla dzieci i młodzieży (1953 i 1977), został także odznaczony Złotym Krzyżem Zasługi (15 lipca 1954) oraz Krzyżem Kawalerskim Orderu Odrodzenia Polski (1959).